# Hannes Hyvönen
Hannes Hyvönen, född 29 augusti 1975 i Uleåborg, är en finländsk före detta ishockeyspelare. Han gjorde sig främst känd för sitt hårda och snabba skott samt sin tuffa spelstil.

## Karriär
Hyvönen inledde sin professionella hockeykarriär i den finska SM-liiga klubben TPS säsongen 1994–95 med att bli finländsk mästare. Han blev vald av San Jose Sharks i den nionde rundan som 257:e spelare totalt i NHL-draften 1999. Efter ett antal säsonger i den finländska högstaligan flyttade han över till Nordamerika 2001 för spel i NHL-laget San Jose Sharks, för vilka han spelade endast sex matcher och representerade mestadels farmarlaget Cleveland Barons i AHL, där han gjorde sammanlagt 42 poäng på 62 spelade matcher. Följande säsong spelade han 36 matcher för Columbus Blue Jackets i NHL innan han under säsongen 2002–03 värvades av elitserielaget Färjestad BK. Han vann två SM-silver med laget under perioden 2003–2005. 
Efter att Hyvönen blivit sparkad av Färjestad flyttade han hem till Finland för spel i Ilves. Inför säsongen 2005–06 skrev han på ett kontrakt med Fribourg-Gottéron, men lämnade laget efter bara 16 matcher trots att han ledde lagets interna poängliga. Han avslutade säsongen i SM-liiga-klubben Jokerit och skrev sedan på för Kärpät. Säsongen 2007–08 blev han finländsk mästare för andra gången i karriären och gjorde 24 mål och sammanlagt 66 poäng på 54 spelade matcher i Kärpät, vilket gav honom en tredje plats i SM-liigas totala poängliga. Hyvönen gjorde 24 matcher i Södertälje SK säsongen 2008–09. Han flyttade senare till ryska KHL för spel i HK Dinamo Minsk och AK Bars Kazan. Inledningsvis av säsongen 2010–11 spelade han fyra matcher för det schweiziska laget Rapperswil-Jona Lakers innan han avslutade säsongen med en kort sejour i både det ryska laget Traktor Tjeljabinsk samt det finska IFK Helsingfors.
Hyvönen skrev i september 2011 på ett kontrakt som gällde för 15 matcher för Färjestad BK. Hans sista klubb som spelare blev Karlskrona HK i Allsvenskan, där han spelade tio matcher innan han i december 2012 meddelade att han bestämt sig för att sluta som hockeyspelare. 

### Klubbar
- HC TPS
- San Jose Sharks
- Clevelands Barons
- Columbus Blue Jackets
- Ilves
- Fribourg-Gottéron
- Jokerit
- Kärpät
- Södertälje SK
- HK Dinamo Minsk
- Ak Bars Kazan
- Rapperswil
- Traktor Chelyabinsk
- HIFK
- Färjestad BK
- Karlskrona HK
- Kils AIK